# 鄭伊秀
鄭伊秀（1993年6月24日—）為臺灣女子籃球運動員，場上位置為中鋒，現效力於國泰女籃。

## 經歷
- 高雄市普門高級中學籃球隊
- 佛光大學籃球隊
- 中國文化大學籃球隊
- 國泰人壽女子籃球隊（2013年－）

## 個人年表
- 2012年
  - 大專籃球聯賽佛光大學籃球隊
- 2013年
  - 第三十五屆威廉瓊斯盃國際籃球邀請賽光華女籃代表隊
  - 中華民國全國運動會籃球賽高雄市女籃代表隊
  - 大專籃球聯賽中國文化大學籃球隊
- 2014年
  - 第三十六屆威廉瓊斯盃國際籃球邀請賽中華女籃代表隊(藍隊)
  - 大專籃球聯賽中國文化大學籃球隊
- 2015年
  - 第三十七屆威廉瓊斯盃國際籃球邀請賽中華女籃代表隊(藍隊)
  - 大專籃球聯賽中國文化大學籃球隊
- 2017年
  - 夏季世界大學生運動會中華女籃代表隊
- 2018年
  - 第四十屆威廉瓊斯盃國際籃球邀請賽中華女籃代表隊(藍隊)

## 外部連結
- 鄭伊秀在fiba.basketball（英语）
- 鄭伊秀在fiba.basketball（英语）
- 鄭伊秀在archive.fiba.com（archived）（英语）
- 鄭伊秀在archive.fiba.com（archived）（英语）
- 鄭伊秀在archive.fiba.com（archived）（英语）
- 鄭伊秀在Eurobasket.com（球員）（英语）
- 鄭伊秀在Flashscore（英语）